# 이각종
이각종(李覺鍾, 일본식 이름: 靑山覺鍾아오야마 가쿠쇼, 1888년 4월 23일 ~ 1968년 6월 12일)은 일제강점기의 관료이자 친일반민족행위자로, 본적은 경상북도 대구부 수정(竪町)이며 대구 출신이다.

## 생애
1904년 관립한성고등보통학교, 1908년 보성전문학교 법률과를 졸업하였다. 1909년 대한제국 학부위원으로 임명되었으며 일본 와세다 대학 문학과에 교외생으로 입학하였다. 1911년부터 1917년까지 조선총독부 학무과 속(屬)으로 근무하였으며 1912년부터 1915년까지 보성전문학교 법률과 강사로 재직했다. 1917년 경기도 김포군수로 임명되었으며 3·1 운동 당시 (친일파로서) '만세 시위 같은 추악한 투쟁과 쓸데없는 희생이 반복되어서는 안 된다'고 판단한 뒤부터 이를 막기 위해 나머지 생애를 바치기로 결심하였다.
1920년 6월 병으로 군수직을 사임하였다. 1921년 병에서 회복된 뒤 조선총독부 내무국 제2과 촉탁으로 부임했다. 1922년부터 1930년까지 조선총독부 내무국 사회과 촉탁으로 활동하는 한편 강연을 하고 글을 발표하면서 황민화 운동에 앞장섰다. 1912년 일본 정부로부터 한국 병합 기념장, 1928년 쇼와 대례 기념장을 받았으며 1937년 조선총독부 학무국 촉탁으로 있을 때 황국신민서사의 문안을 만들었다.
1925년 6월부터 1930년대 초 중반까지 잡지 《신민(新民)》의 발행 겸 편집인을 맡았다. 1936년 2월 전향자 출신 인사들이 결성한 황국신민화 단체인 백악회(白岳會)를 조직했고 같은 해 7월에는 백악회를 확대 개편한 단체인 대동민우회를 조직했다. 1937년부터 1939년까지 조선총독부 학무국 사회교육과 촉탁과 경성보호관찰소 촉탁보호사를 겸직하는 한편 1937년 이후부터 시국강연회, 시국대응강연회, 시국유지원탁회의 등에 참석하여 국민정신총동원과 내선일체를 적극 주장했다.
1938년 조선방공협회 경기도 연합지부 평의원, 국민정신총동원조선연맹 이사를 역임했으며 1939년 국민정신총동원조선연맹 상무이사, 발기인, 참사, 1940년 대동일진회 고문, 국민정신총동원조선연맹 참사, 평의원을 역임했다. 1941년 8월 25일에 열린 임전대책협의회 좌담회에서 《황도정신과 총력》이라는 주제의 글을 발표했으며 같은 해 9월 7일 임전대책협의회가 결성한 채권가두봉공대 남대문대원으로 활동했다. 1941년 10월 조선임전보국단 발기인과 평의원을 역임했고 같은 해 11월에는 대동민우회 회장으로 선임되었다.
1942년 국민총력조선연맹 방위지도부 참사, 의례개선조사위원, 1943년 국민총력조선연맹 후생부 후생위원회 위원을 역임했다. 태평양 전쟁 종전 후인 1949년에 반민족행위처벌법에 따라 서울에서 반민특위에 체포되었다. 그러나 재판 과정에서 일본의 패망 이후에 생긴 충격으로 정신이상 상태가 된 것으로 판정이 나면서 풀려났다.
2002년 민족정기를 세우는 국회의원모임이 발표한 친일파 708인 명단의 기타 부문과 2008년 민족문제연구소에서 친일인명사전에 수록하기 위해 정리한 친일인명사전 수록예정자 명단에 선정되었다. 2005년 고려대학교 교내 단체인 일제잔재청산위원회가 발표한 '고려대 100년 속의 일제잔재 1차 인물' 10인 명단, 2009년 친일반민족행위진상규명위원회가 발표한 친일반민족행위 705인 명단에도 들어 있다.

## 같이 보기
- 황국신민서사

## 참고 문헌
- 반민족문제연구소 (1993년 3월 1일). 〈이각종 : 황국 신민화 운동의 기수 (박준성)〉. 《친일파 99인 2》. 서울: 돌베개. ISBN 978-89-7199-012-4.
- 친일반민족행위진상규명위원회 (2009). 〈이각종〉. 《친일반민족행위진상규명 보고서 Ⅳ-11》. 서울. 508~567쪽.